# Zápas na Letních olympijských hrách 1984
Zápas na Letních olympijských hrách 1984 v Los Angeles nabídl souboje o dvacet sad medailí a to v deseti váhových kategoriích ve volném stylu a v deseti v řecko-římském. Soutěže probíhaly v hale Anaheim Convention Center v Anaheimu disponující kapacitou 7200 diváků.

## Medailisté

### Volný styl
| Kategorie | Zlato                                            | Stříbro                                    | Bronz                             |
| --------- | ------------------------------------------------ | ------------------------------------------ | --------------------------------- |
| 48 kg     | Bobby Weaver · Spojené státy americké (USA)      | Takaši Irie · Japonsko (JPN)               | Son Kab-to · Jižní Korea (KOR)    |
| 52 kg     | Šaban Trstena · Jugoslávie (YUG)                 | Kim Čong-kju · Jižní Korea (KOR)           | Júdži Takada · Japonsko (JPN)     |
| 57 kg     | Hideaki Tomijama · Japonsko (JPN)                | Barry Davis · Spojené státy americké (USA) | Kim I-kon · Jižní Korea (KOR)     |
| 62 kg     | Randall Lewis · Spojené státy americké (USA)     | Kósei Akaiši · Japonsko (JPN)              | I Čong-kun · Jižní Korea (KOR)    |
| 68 kg     | Ju In-tchak · Jižní Korea (KOR)                  | Andrew Rein · Spojené státy americké (USA) | Jukka Rauhala · Finsko (FIN)      |
| 74 kg     | David Schultz · Spojené státy americké (USA)     | Martin Knosp · Západní Německo (FRG)       | Šaban Sejdiu · Jugoslávie (YUG)   |
| 82 kg     | Mark Schultz · Spojené státy americké (USA)      | Hidejuki Nagašima · Japonsko (JPN)         | Christopher Rinke · Kanada (CAN)  |
| 90 kg     | Ed Banach · Spojené státy americké (USA)         | Akira Óta · Japonsko (JPN)                 | Noel Loban · Velká Británie (GBR) |
| 100 kg    | Lou Banach · Spojené státy americké (USA)        | Joseph Atiyeh · Sýrie (SYR)                | Vasile Pușcașu · Rumunsko (ROU)   |
| +100 kg   | Bruce Baumgartner · Spojené státy americké (USA) | Robert Molle · Kanada (CAN)                | Ayhan Taşkin · Turecko (TUR)      |

### Řecko-římský zápas
| Kategorie | Zlato                                        | Stříbro                                    | Bronz                                         |
| --------- | -------------------------------------------- | ------------------------------------------ | --------------------------------------------- |
| 48 kg     | Vincenzo Maenza · Itálie (ITA)               | Markus Scherer · Západní Německo (FRG)     | Ikuzó Saitó · Japonsko (JPN)                  |
| 52 kg     | Acudži Mijahara · Japonsko (JPN)             | Daniel Aceves · Mexiko (MEX)               | Pang Te-du · Jižní Korea (KOR)                |
| 57 kg     | Pasquale Passarelli · Západní Německo (FRG)  | Masaki Etó · Japonsko (JPN)                | Babis Cholidis · Řecko (GRE)                  |
| 62 kg     | Kim Won-ki · Jižní Korea (KOR)               | Kent-Olle Johansson · Švédsko (SWE)        | Hugo Dietsche · Švýcarsko (SUI)               |
| 68 kg     | Vlado Lisjak · Jugoslávie (YUG)              | Tapio Sipilä · Finsko (FIN)                | James Martinez · Spojené státy americké (USA) |
| 74 kg     | Jouko Salomäki · Finsko (FIN)                | Roger Tallroth · Švédsko (SWE)             | Ștefan Rusu · Rumunsko (ROU)                  |
| 82 kg     | Ion Draica · Rumunsko (ROU)                  | Dimitrios Thanopoulos · Řecko (GRE)        | Sören Claeson · Švédsko (SWE)                 |
| 90 kg     | Steve Fraser · Spojené státy americké (USA)  | Ilie Matei · Rumunsko (ROU)                | Frank Andersson · Švédsko (SWE)               |
| 100 kg    | Vasile Andrei · Rumunsko (ROU)               | Greg Gibson · Spojené státy americké (USA) | Jožef Tertei · Jugoslávie (YUG)               |
| +100 kg   | Jeff Blatnick · Spojené státy americké (USA) | Refik Memišević · Jugoslávie (YUG)         | Victor Dolipschi · Rumunsko (ROU)             |

## Přehled medailí
| Pořadí | Země                         | Zlato | Stříbro | Bronz | Celkově |
| ------ | ---------------------------- | ----- | ------- | ----- | ------- |
| 1      | Spojené státy americké (USA) | 9     | 3       | 1     | 13      |
| 2      | Japonsko (JPN)               | 2     | 5       | 2     | 9       |
| 3      | Jižní Korea (KOR)            | 2     | 1       | 4     | 7       |
| 4      | Rumunsko (ROU)               | 2     | 1       | 3     | 6       |
| 5      | Jugoslávie (YUG)             | 2     | 1       | 2     | 5       |
| 6      | Západní Německo (FRG)        | 1     | 2       | 0     | 3       |
| 7      | Finsko (FIN)                 | 1     | 1       | 1     | 3       |
| 8      | Itálie (ITA)                 | 1     | 0       | 0     | 1       |
| 9      | Švédsko (SWE)                | 0     | 2       | 2     | 4       |
| 10     | Kanada (CAN)                 | 0     | 1       | 1     | 2       |
| 10     | Řecko (GRE)                  | 0     | 1       | 1     | 2       |
| 12     | Mexiko (MEX)                 | 0     | 1       | 0     | 1       |
| 12     | Sýrie (SYR)                  | 0     | 1       | 0     | 1       |
| 14     | Velká Británie (GBR)         | 0     | 0       | 1     | 1       |
| 14     | Švýcarsko (SUI)              | 0     | 0       | 1     | 1       |
| 14     | Turecko (TUR)                | 0     | 0       | 1     | 1       |
| Celkem | Celkem                       | 20    | 20      | 20    | 60      |

## Zúčastněné země
Do bojů o medaile zasáhlo 267 zápasníků z 44 zemí.
| - Argentina (3) - Austrálie (3) - Bolívie (1) - Čína (7) - Dominikánská republika (1) - Egypt (10) - Ekvádor (1) - Finsko (11) - Francie (8) - Indie (8) - Irák (3) |  | - Itálie (7) - Japonsko (20) - Jižní Korea (14) - Jugoslávie (9) - Kamerun (5) - Kanada (13) - Kolumbie (1) - Libanon (1) - Malta (2) - Maroko (5) - Mauritánie (2) |  | - Mexiko (5) - Nigérie (3) - Norsko (5) - Nový Zéland (3) - Pákistán (2) - Panama (1) - Peru (2) - Portoriko (3) - Rakousko (7) - Rumunsko (10) - Řecko (10) |  | - Salvador (1) - Senegal (4) - Spojené státy americké (19) - Sýrie (3) - Španělsko (3) - Švédsko (11) - Švýcarsko (2) - Tchaj-wan (1) - Turecko (16) - Velká Británie (7) - Západní Německo (14) |